# Brian Brett (żużlowiec)
Brian Christopher Brett (ur. 3 kwietnia 1938 w Stanstead Abbotts, zm. listopad 2006) – brytyjski żużlowiec.

## Życiorys
Trzykrotny finalista indywidualnych mistrzostw Wielkiej Brytanii (najlepszy wynik: 1965 – IV miejsce). Brązowy medalista drużynowych mistrzostw Wielkiej Brytanii (1958).
Reprezentant Wielkiej Brytanii na arenie międzynarodowej. Brązowy medalista drużynowych mistrzostw świata (Abensberg 1964). Finalista indywidualnych mistrzostw świata (Londyn 1965 – VI miejsce).
W lidze brytyjskiej reprezentant klubów: Rye House Rockets (1956–1957), Southampton Saints (1958–1960), Swindon Robins (1960–1964), Wolverhampton Wolves (1962), Newcastle Diamonds (1965–1966) oraz Cradley Heath Heathens (1967).